# Quinzhee

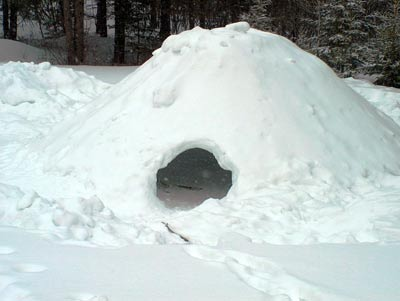
Quinzhee vu de l'extérieur

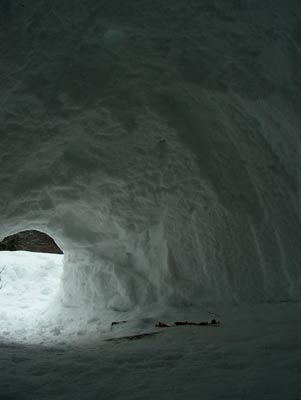
Vue de l'intérieur

Un quinzhee (ou d'autres variantes orthographiques) ou une hutte de neige est un abri de neige d'origine amérindienne (Athabaskans de la Taïga) qui ressemble à un igloo, mais qui est fabriqué à partir d'un amoncellement de neige durcie et évidée par la suite. L'architecture résultante est similaire dans les deux cas, la neige étant alors liée en une coquille est toujours soumise aux mêmes lois physiques.

## Construction
Pour commencer, il faut trouver un terrain relativement plat où la neige est abondante. Il est important d'utiliser de la neige qui n'a pas été entassée naturellement. Il faut aussi utiliser de la neige nouvelle .Si la pile de neige est naturelle (c'est-à-dire un amoncellement de neige), elle doit d'abord être brisée. Ceci est fait pour éviter une situation où il y a deux différents niveaux qui peuvent causer l'effondrement lors du creusement. Il faut ensuite entasser la neige à la hauteur désirée (généralement de 6 à 10 pieds ou 180 à 300 cm) et la laisser durcir pendant une période de temps (en fonction de la neige, environ 3-8 heures, il faudra moins de temps si la neige est compactée avec une pelle).

Un petit quinzhee est plus souhaitable qu'un plus grand, car l'air chaud à l'intérieur monte à la surface. En d'autres termes, un petit quinzhee offre un environnement plus chaud qu'un plus grand. Les quinzhee ne sont généralement pas construits de sorte qu'on puisse se tenir debout à l'intérieur. Le résident devrait être en mesure de s'asseoir confortablement à l'intérieur tout en étant peut-être en mesure de s'accroupir. Il faut aussi essayer de faire un tas de neige en face du quinzhee environ quatre pieds (120 cm) de longueur qui servira comme un tunnel pour accéder à la structure. Après avoir empilé la neige, le site doit être laissé pendant plusieurs heures, ce qui rend possible l'excavation. Avant de creuser, on peut mettre des bâtons à travers le toit et le mur, environ 10 po (25 cm) de profondeur, pour être utilisés comme guide pour creuser l'intérieur. Une fois cette opération terminée, on creuse jusqu'à ce que les bâtons soient atteints. Une autre bonne méthode consiste simplement à arrêter de creuser quand on commence à voir la lumière du soleil émergeant faiblement à travers les murs, et utiliser le bord de la pelle pour lisser la surface. Ce procédé secondaire laisse environ la même épaisseur de paroi

Une bonne méthode d'excavation de la neige est à d’essentiellement la transformer en «carrière» à l'aide d'une pelle à gros grains. Comme vous commencez à creuser dans le quinzhee, poussez votre pelle dans la neige en forme de grand motif carré. Une fois que vous avez fait cela, vous pouvez insérer la pelle sous ce «cube», et avec un mouvement de levier, une grosse brique de neige devrait se détacher. Cette méthode permet de retirer la neige plus facilement que la retirer en gros morceaux. Continuer à retirer ces briques de neige, les déplaçant vers l'avant et vers le haut, jusqu'à ce que vous atteignez l'arrière de votre quinzhee; ce qui crée un corridor dans lequel vous pouvez commencer à creuser les deux autres moitiés de votre quinzhee. Cela contribue également à une plus grande sécurité lorsque vous construisez votre quinzhee.

Vue intérieure d'un quinzhee

## Dangers
Les gens qui grimpent sur la structure sont la raison principale des effondrements des quinzhee. Un effondrement de quinzhee peut être très dangereux si quelqu'un est coincé à l'intérieur. Tout comme dans une avalanche, le poids de la neige rend souvent impossible de se sortir soi-même. Les occupants peuvent suffoquer s'ils ne sont pas sauvés à temps. En plus de cela, de nombreux quinzhee s'effondrent lors de leur construction pour diverses raisons, y compris les mauvaises conditions de neige, le temps chaud, les problèmes de construction (frapper un mur de soutien) ou ne pas laisser la neige durcir suffisamment longtemps. Pour se protéger contre l'effondrement au cours de la construction, on ne devrait creuser un quinzhee que sur ses genoux, jamais sur le dos. En cas de chute, quelqu'un a une bien meilleure chance de se sortir s'il est sur ses genoux.
Il est généralement conseillé qu'un quinzhee ne soit construit que dans une situation de survie.

## Lumitalos
Un lumitalo est une maison ou un bâtiment plus élaboré fait de neige d'une manière similaire à un quinzhee. Le terme est d'origine finlandaise.
La ville de Houghton, Michigan construit un lumitalo dans le cadre de son Carnaval d'hiver annuel organisé par le Michigan Technological University.